# Chigoré
Chigoré is een plaats (lugar poblado) in de gemeente (distrito) Penonomé (provincie Coclé) in Panama. In 2010 was het inwoneraantal 2900.